# Carl Louis Klawitter
Carl Louis Klawitter (* 19. Juni 1869 Bremen; † 24. Mai 1953 ebenda) war ein deutscher Buchhändler und Politiker (SPD).

## Biografie
Klawitter erlernte den Beruf eines Graveurs.
Er trat frühzeitig in die SPD ein. Nach seiner Militärzeit in der Kaiserlichen Marine wurde er 1894 Geschäftsführer einer neu gegründeten Buchhandlung der SPD Bremen. Er war daneben besonders aktiv in der Bildungsarbeit tätig. Zeitweise wirkte er auch in der  Redaktion des SPD Parteiblattes. 1897 übernahm er die Leitung der Bibliothek der Partei. Er fasste 1908 die verschiedenen Gewerkschaftsbibliotheken zu einer Arbeiterzentralbibliothek in Bremen zusammen. 1901 gründete er einen Arbeiterverein zur Bekämpfung des Alkoholmissbrauchs.
1902 wurde Klawitter für die SPD als Vertreter der 4. Klasse in die Bremische Bürgerschaft gewählt und er war bis 1918 Abgeordneter. Politisch trat er für die Durchsetzung des Klassenkampfes ein und sprach sich gegen die Aufnahme von Akademikern in die Partei aus. 1916 schloss er sich der linken USPD an. Er übernahm in der USPD verschiedene Ämter und Aufgaben. 1921 endete seine politische Arbeit in der USPD durch den starken Stimmenrückgang.
Seine umfangreiche private Bibliothek wurde nach seinem Tod vom Institut für Marxismus-Leninismus beim ZK der SED in Berlin erworben. Beerdigt wurde er auf dem Waller Friedhof (Grablage WBP II 108).
Ehrungen
- Die Klawitterstraße in Bremen-Arsten wurde 1964 nach ihm benannt.